# Cristina Conchiglia
Cristina Conchiglia, coniugata Calasso (Brindisi, 4 gennaio 1923 – Lecce, 5 maggio 2013), è stata una sindacalista e politica italiana.
Dirigente della Cgil e del PCI, è stata sindaco di Copertino e deputata dal 1976 al 1983.

## Biografia
Figura di spicco nelle lotte per l'affermazione dei diritti delle lavoratrici del tabacco nel Salento, costrette a salari e condizioni di lavoro fortemente inadeguate. Insieme al marito Giuseppe Calasso partecipa all'occupazione delle terre nell'Arneo. Nei primi anni cinquanta subisce un arresto per aver guidato uno sciopero di tabacchine, di cui fonderà il sindacato omonimo. Dal 1948 è nella segreteria nazionale del SNT-CGIL, dal 1957 al 1959 è nella segreteria provinciale della CGIL di Lecce, successivamente torna attiva livello nazionale nel sindacato tabacchini.
Nel 1976 con il PCI viene eletta deputata, carica che mantiene fino al 1983.
Dopo la svolta della Bolognina aderisce al Partito Democratico della Sinistra, che rappresenta in consiglio comunale a Copertino per tutti gli anni Novanta, concludendo il proprio impegno istituzionale nel 2001.
Muore il 5 maggio 2013 a 90 anni nella sua casa di Lecce.